# 3252 Johnny
3252 Johnny је астероид главног астероидног појаса са средњом удаљеношћу од Сунца која износи 2,662 астрономских јединица (АЈ).
Апсолутна магнитуда астероида је 12,0.